# Championnat international de Formule 3000 1988
Navigation
Édition précédente Édition suivante
Le championnat international de F3000 1988 a été remporté par le Brésilien Roberto Moreno, sur une Reynard-Cosworth de l'écurie Bromley Motorsport. 

## Règlement sportif
- L'attribution des points s'effectue selon le barème 9,6,4,3,2,1 (comme en Formule 1 à la même période).

## Calendrier
| No. | Date         | Evenement                     | Circuit                    | Lieu                 | Pays        |
| --- | ------------ | ----------------------------- | -------------------------- | -------------------- | ----------- |
| 1   | 17 avril     | Gran Premio de Jerez de F3000 | Circuit permanent de Jerez | Jerez de la Frontera | Espagne     |
| 2   | 8 mai        | Gran Premio di Roma           | Circuit de Vallelunga      | Campagnano di Roma   | Italie      |
| 3   | 23 mai       | Grand Prix de Pau             | Circuit de Pau-Ville       | Pau                  | France      |
| 4   | 5 juin       | BRDC International Trophy     | Circuit de Silverstone     | Silverstone          | Royaume-Uni |
| 5   | 26 juin      | Gran Premio di Monza di F3000 | Autodromo Nazionale Monza  | Monza                | Italie      |
| 6   | 17 juillet   | Gran Premio del Mediterraneo  | Circuit d'Enna-Pergusa     | Enna                 | Italie      |
| 7   | 21 août      | Daily Mail Trophy             | Circuit de Brands Hatch    | Longfield            | Royaume-Uni |
| 8   | 29 août      | Halfords Birmingham Superprix | Circuit de Birmingham      | Birmingham           | Royaume-Uni |
| 9   | 25 septembre | Grand Prix du Mans F3000      | Circuit Bugatti            | Le Mans              | France      |
| 10  | 16 octobre   | Grand Prix de Belgique F3000  | Circuit de Zolder          | Heusden-Zolder       | Belgique    |
| 11  | 23 octobre   | Grand Prix F3000 de Dijon     | Circuit Dijon-Prenois      | Prenois              | France      |

## Classement des pilotes
| Classement | Pilote                | Pays        | Voiture                    | Écurie            | Nombre de points |
| ---------- | --------------------- | ----------- | -------------------------- | ----------------- | ---------------- |
| 1er        | Roberto Moreno        | Brésil      | Reynard-Cosworth           | Bromley           | 43               |
| 2e         | Olivier Grouillard    | France      | Lola-Cosworth              | GDBA Motorsports  | 34               |
| 3e         | Martin Donnelly       | Royaume-Uni | Reynard-Cosworth           | Jordan            | 30               |
| 4e         | Pierluigi Martini     | Italie      | March-Judd                 | First             | 23               |
| 5e         | Bertrand Gachot       | Belgique    | Reynard-Cosworth           | Spirit            | 21               |
| 6e         | Mark Blundell         | Royaume-Uni | Reynard-Cosworth           | Lola              | 18               |
| 7e         | Gregor Foitek         | Suisse      | Lola-Cosworth              | GA                | 15               |
| 8e         | Johnny Herbert        | Royaume-Uni | Reynard-Cosworth           | Jordan            | 13               |
| 9e         | Éric Bernard          | France      | Ralt-Judd Reynard-Cosworth | Ralt Bromley      | 13               |
| 10e        | Jean Alesi            | France      | Reynard-Cosworth           | Oreca             | 11               |
| 11e        | Marco Apicella        | Italie      | March-Judd                 | First             | 9                |
| 12e        | Michel Trollé         | France      | Lola-Cosworth              | GDBA Motorsports  | 9                |
| 13e        | Jean-Denis Delétraz   | Suisse      | Lola-Cosworth              | GDBA Motorsports  | 8                |
| 14e        | Pierre-Henri Raphanel | France      | Reynard-Cosworth           | Oreca             | 8                |
| 15e        | Claudio Langes        | Italie      | Lola-Cosworth              | GA                | 5                |
| 16e        | Volker Weidler        | Allemagne   | March-Cosworth             | Onyx              | 5                |
| 17e        | Fabien Giroix         | France      | Lola-Cosworth              | Sport Auto Racing | 3                |
| 17e        | Paolo Barilla         | Italie      | Reynard-Cosworth           | Spirit            | 3                |
| 19e        | Cor Euser             | Pays-Bas    | Reynard-Cosworth           | Madgwick          | 2                |
| 20e        | Andrea Chiesa         | Suisse      | Lola-Cosworth              | Cobra             | 1                |
| 20e        | Michel Ferté          | France      | Lola-Cosworth              | Sport Auto Racing | 1                |